# William P. Clark
William Patrick Clark, Jr. (23. října 1931 Oxnard, Kalifornie – 10. srpna 2013 Shandon, Kalifornie) byl americký rančer, soudce a veřejný činitel, který v prezidentském období Ronalda Reagana sloužil jako náměstek ministra zahraničí (1981– 1982), poradce pro otázky národní bezpečnosti (1982– 1983) a ministr vnitra (1983– 1985).